# 南格阿尔塔克兰
南格阿尔塔克兰（Nangal Thakran），是印度德里North West县的一个城镇。总人口3558（2001年）。

## 人口
该地2001年总人口3558人，其中男性1917人，女性1641人；0—6岁人口507人，其中男291人，女216人；识字率71.98%，其中男性为79.92%，女性为62.71%。